# آتسوجی سادایوکی
آتسوجی سادایوکی (به ژاپنی: 阿閉貞征); ۱ ژانویهٔ ۱۵۲۸ – ۷ ژوئیهٔ ۱۵۸۲) یک سامورایی در دوره آزوچی-مومویاما در خدمت خاندان آزای و سپس خاندان اودا، اهل ژاپن بود.